# Mohamed Bazoum
Mohamed Bazoum (arabiska: محمد بازوم), född 1 januari 1960 i Bilabrine, är en nigerisk politiker som var Nigers president 2021–23.

## Biografi
Bazoum tillhör Nigers arabisktalande minoritet, och har sedan 1990-talet haft en ledande ställning inom Nigeriska partiet för demokrati och socialism (PNDS). Från 1995 var han utrikesminister under president Mahamane Ousmane, men avgick då denne störtades i en statskupp 1996. Bazoum har beskrivits som expresidenten Mahamadou Issoufous närmaste man, och var under honom åter utrikesminister 2011–15 samt inrikesminister 2016–20.
Då Issoufou inte kunde ställa upp för en tredje mandatperiod i presidentvalet 2021 kandiderade Bazoum för PNDS, och besegrade expresidenten Mahamane Ousmane. Bazoums tillträde på presidentposten blev det första mellan två folkvalda politiker sedan Nigers självständighet från Frankrike 1960. Ousmane ifrågasatte dock valresultatet, som följdes av våldsamma protester och ett misslyckat kuppförsök innan Bazoum svors in. Den 26 juli 2023 avsattes Bazoum i en militärkupp under ledning av presidentgardets chef Abdourahmane Tchiani.